# Улица еды
У́лица еды́ (фуд-стрит, англ. food street) — пешеходная зона в городе, предназначенная для ресторанов и кафе. 
Улица с едой застроена продуктовыми магазинами, продуктовыми лавками и ресторанами и обычно является пешеходной. 
Такие районы есть в нескольких крупных пакистанских городах — улицы с едой и фуд-парки существуют в нескольких мегаполисах страны, и посещение их стало социальной нормой, люди используют их как для официальных, так и для неформальных встреч.
Первой продовольственной улицей в Пакистане была продовольственная улица Гавалманди, расположенная в центральной части Лахора. Затем последовали Мелоди Фуд-стрит (Melody Food Street) и фуд-стрит в Голубом районе в Исламабаде, Бернс-роуд (Burns Road) в Карачи, фуд-стрит возле Гантар Гар (Ghantar Ghar) в Пешаваре, улица еды на базаре Кисса-Хвани и еще одна улица еды в Лахоре на крупном базаре Анаркали (Anarkali Food Street). В 2012 году в Лахоре возле мечети Бадшахи и Лахорского форта была открыта новая улица еды, она была названа Форт-Роуд.
В Исламабаде, до создания Мелоди Фуд-стрит, рестораны были разбросаны по всему городу, сейчас же средний класс предпочитает это место, потому что там дешевле, чем рестораны в отелях или же рестораны высокого уровня.

Улицы еды в разных странах мира
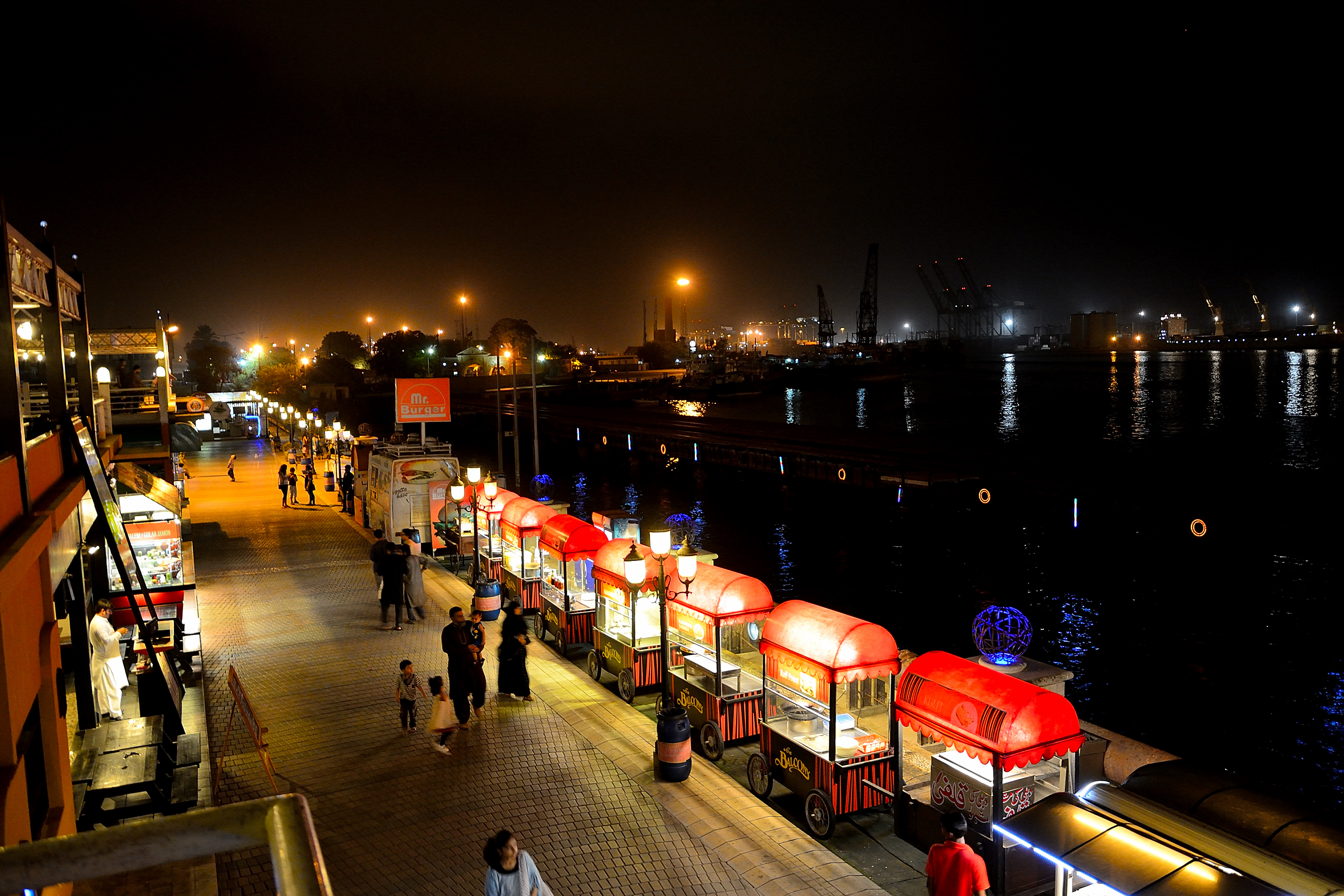
Порт-Гранд[англ.] в Карачи (Пакистан), одна из крупнейших гастрономических улиц Азии
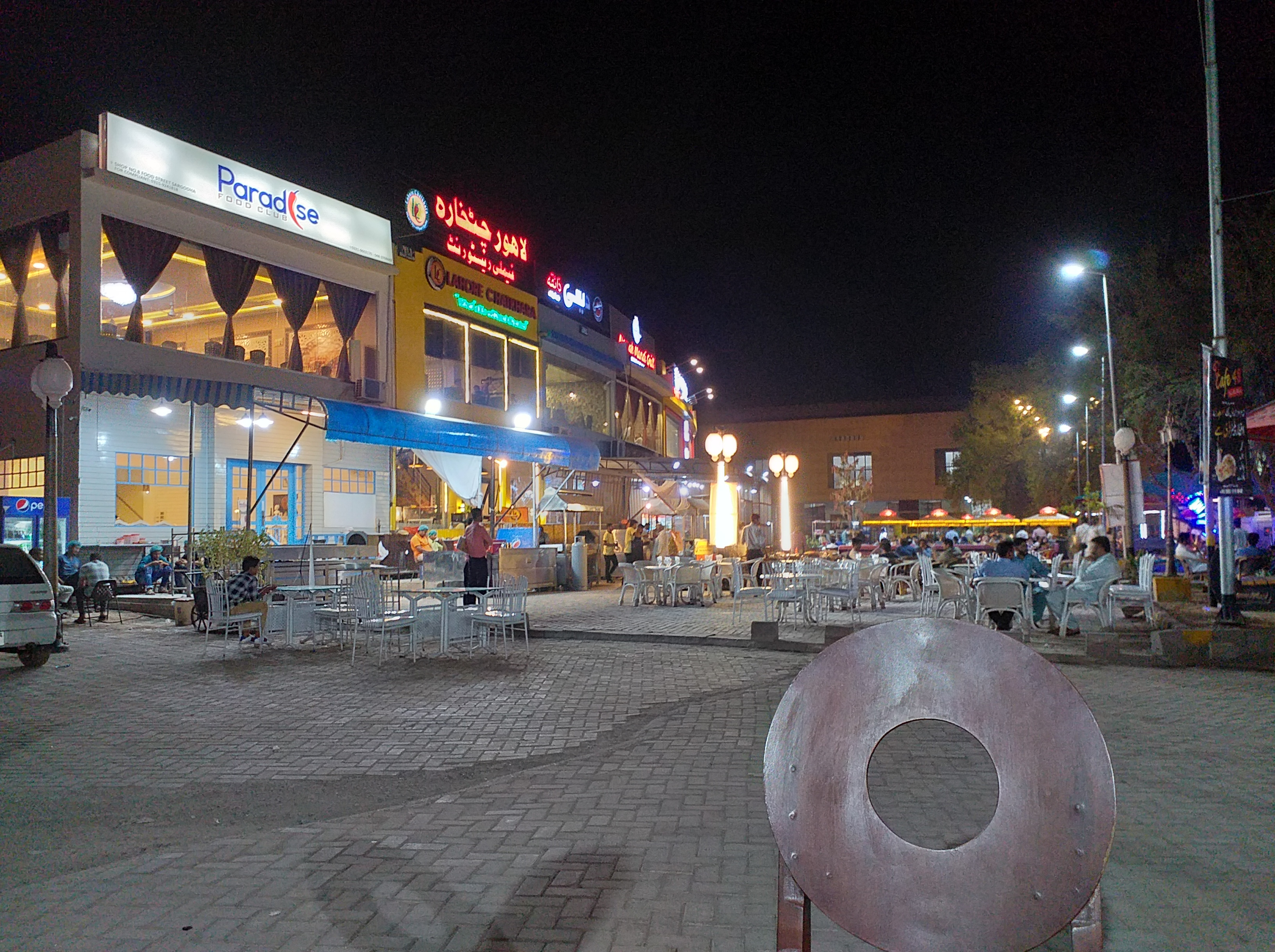
Улица еды на Stadium Road, Саргодха (Пакистан)
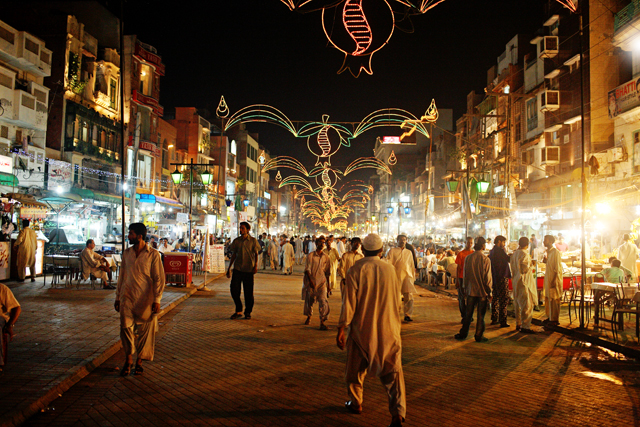
«The Anarkali Food Street» в Лахоре (Пакистан)
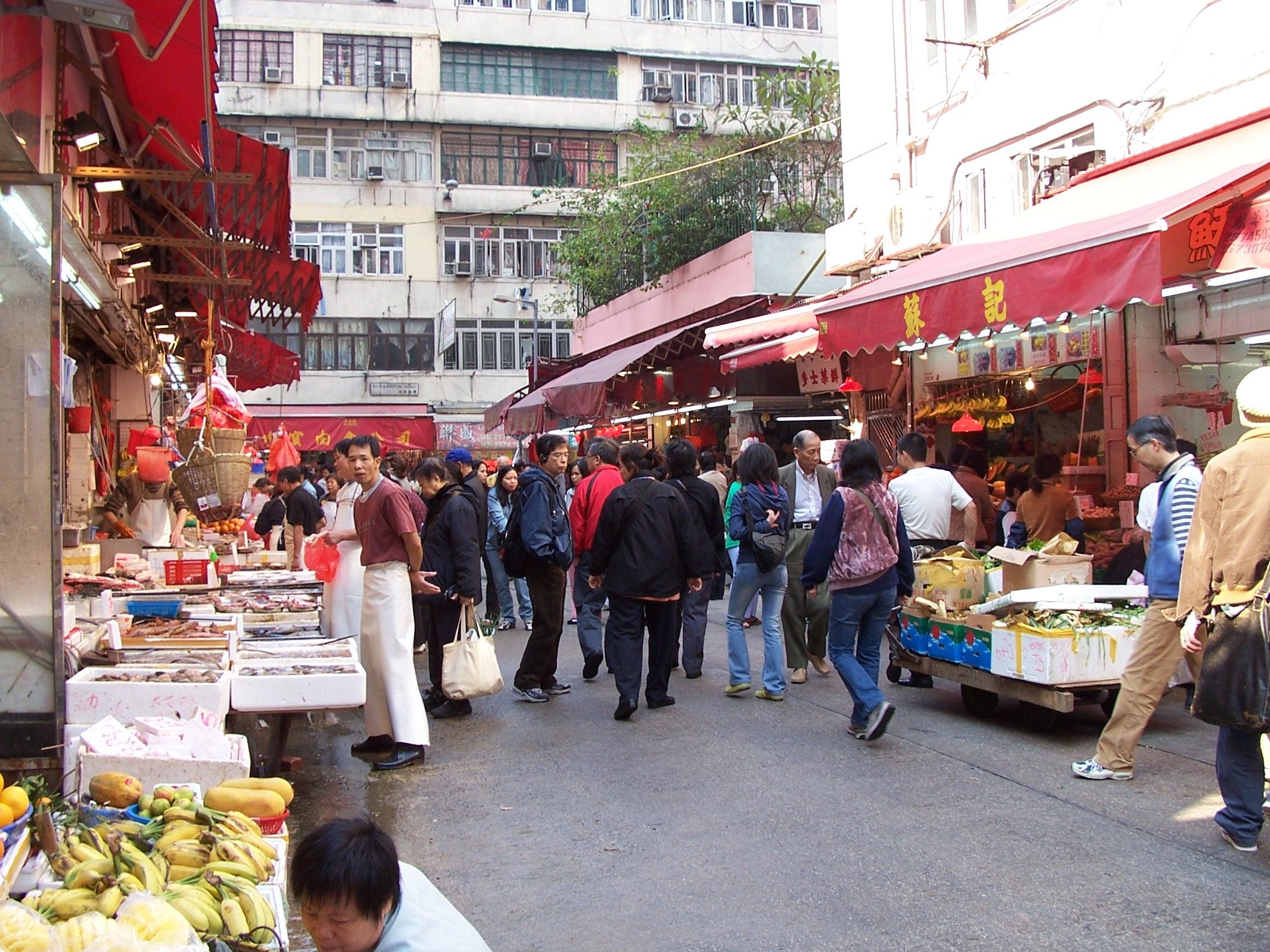
Улица еды в Гонконге
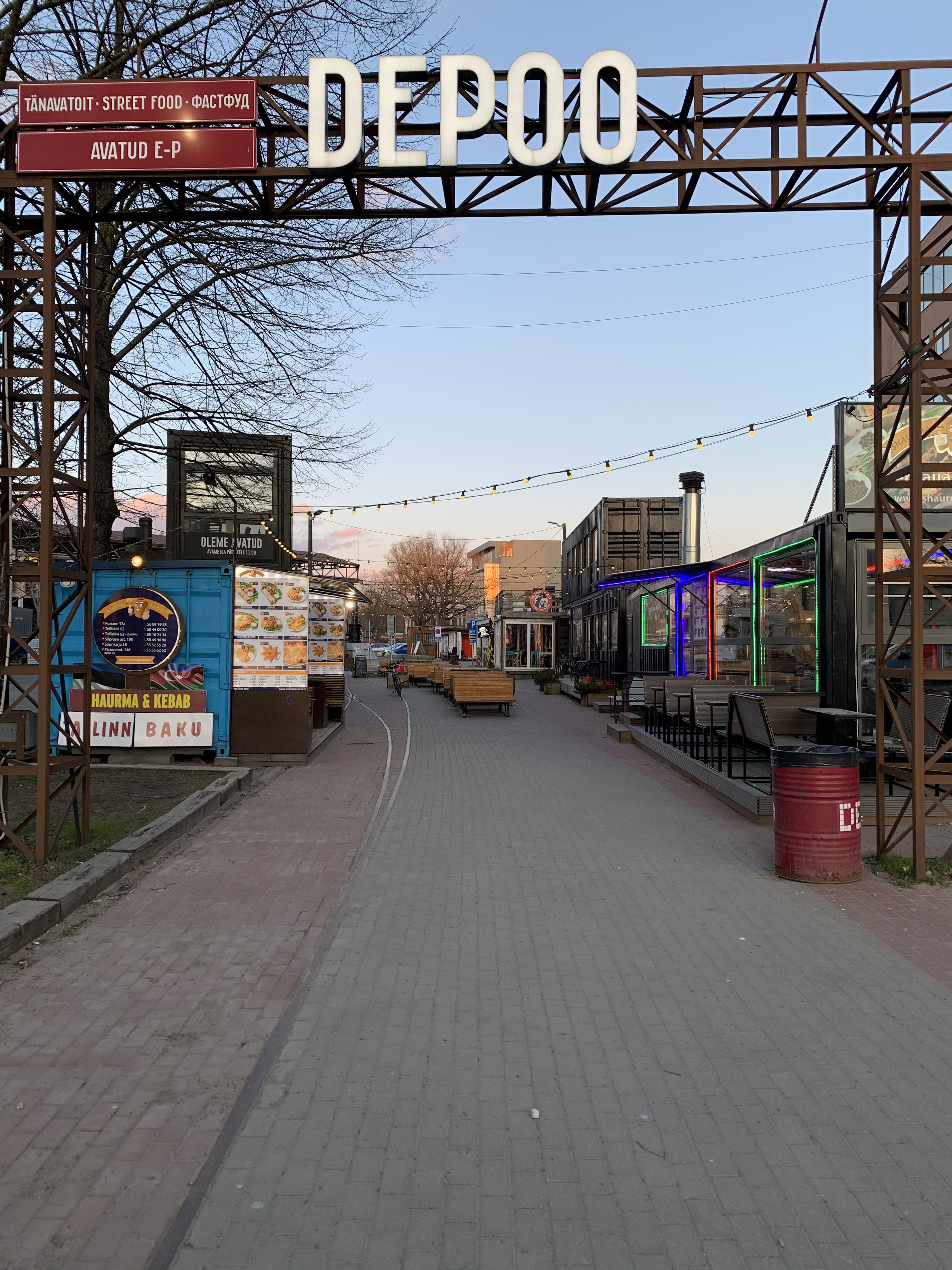
Улица еды «Depoo» в Таллине, Эстония